# サウジアラビア海軍艦艇一覧
サウジアラビア海軍艦艇一覧（アラビア語:القوات البحرية الملكية السعودية、英語: Royal Saudi Naval Forces）は、サウジアラビア王国海軍が過去保有した、または現在保有する、または将来保有する予定の、未完成・計画中止を含めた歴代艦艇一覧である。

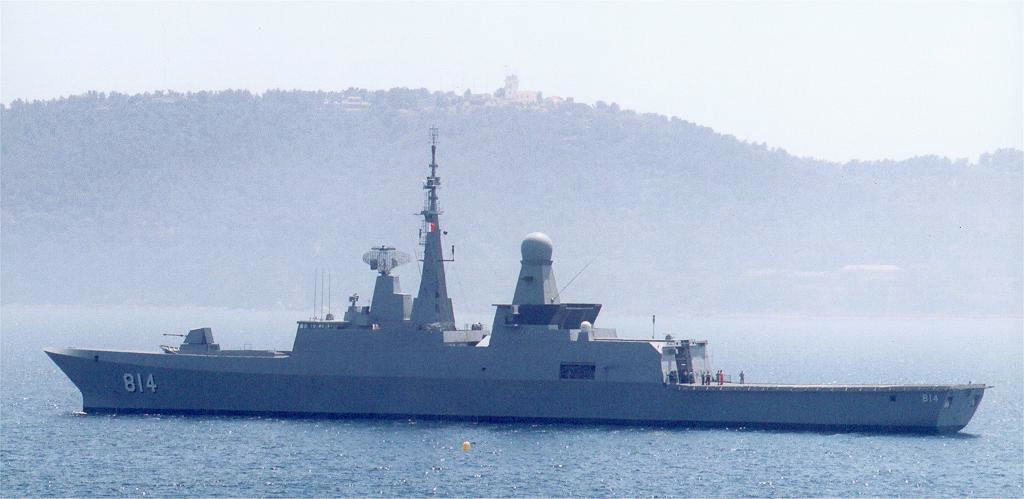
HMSメッカ

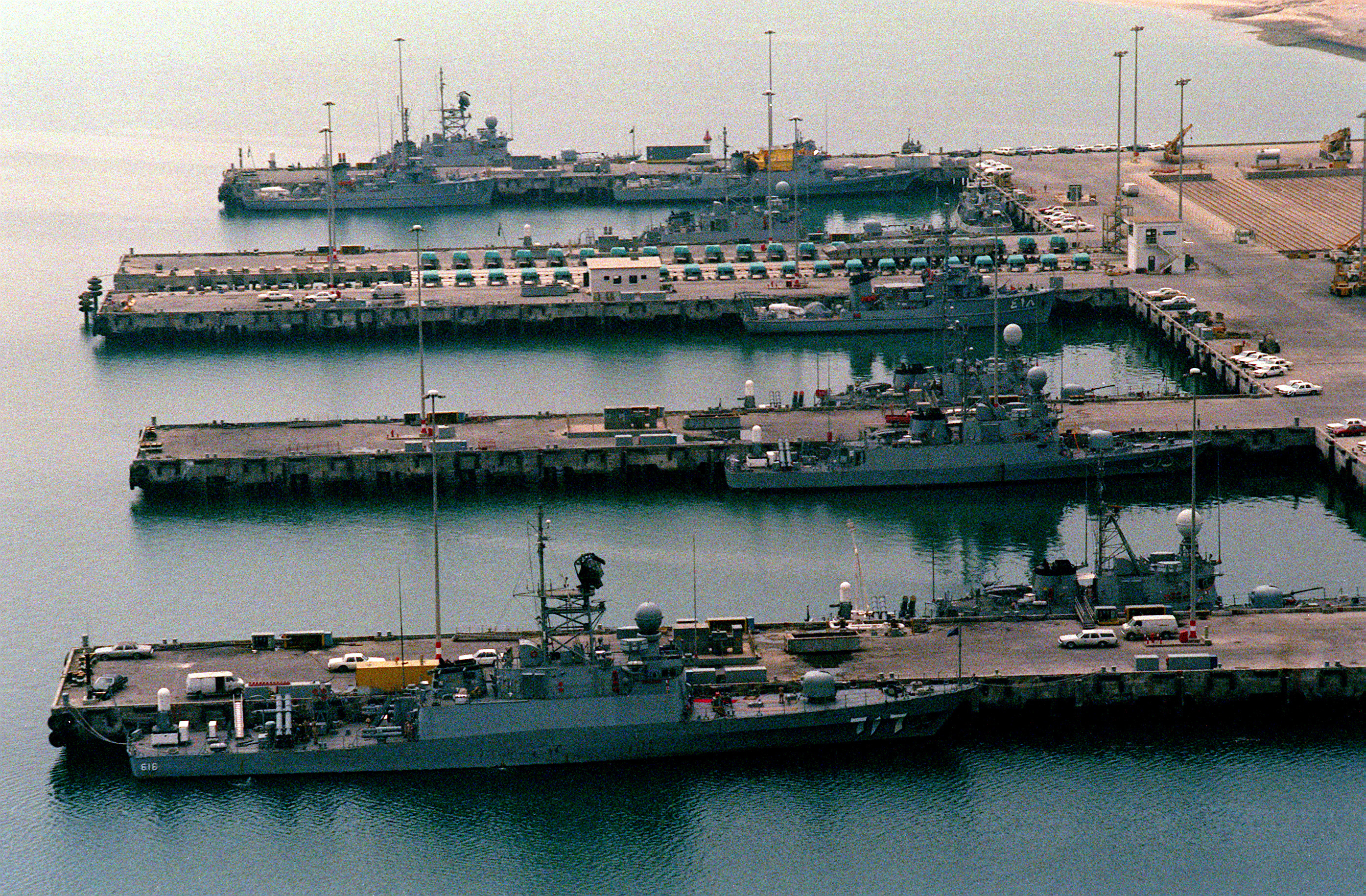
ジュバイルにあるサウジアラビア海軍東部艦隊の母港キング・アブドゥルアズィーズ海軍基地

## 現有勢力（2011年現在）
- 国防予算：412億ドル（＋30億ドル）
- 海軍人員：1万2,500名
- 艦船隻数：95隻

フリゲート×7
コルベット×4
ミサイル艇×9
哨戒艇×56
掃海艇×7
補給艦×2
揚陸艇×8
王室ヨット×2
- 航空機数：33機

艦載ヘリコプター×21
陸上ヘリコプター×12
- コースト・ガード：船艇24隻

## 艦艇一覧（近代海軍）

### 水上戦闘艦

#### フリゲート
- アル・マディーナ級フリゲート
- アル・リヤド級フリゲート

#### コルベット
- バドル級コルベット
- アル・ジュバイル級コルベット[2]

アル・ジュバイル（Al Jubail）

#### ミサイル艇
- アル・シディク級ミサイル艇 - 9隻

### 哨戒艦艇

#### 哨戒・警備艦艇
- HSI32型高速迎撃艇 - 2隻[3]

### 補助艦艇
- ボライダ級補給艦 - 2隻

ボライダ (902 Boraida)、ユンボウ (904 Yunbou)